# Miles Simon
Miles Julian Simon (* 21. November 1975 in Stockholm) ist ein US-amerikanischer Basketballtrainer und ehemaliger -spieler.

## Spielerkarriere (1999–2004)
Simons Mutter ist Norwegerin, sein Vater US-Amerikaner. Als Schüler spielte Simon, ein 1,92 Meter großer Aufbauspieler, an der Mater Dei High School im US-Bundesstaat Kalifornien. Von 1994 bis 1998 gehörte er der Mannschaft der University of Arizona an. 1997 gewann er mit Arizona den Meistertitel in der NCAA, erzielte im Endspiel mit 30 Punkten den Höchstwert der Begegnung und wurde als bester Spieler des Finalturniers ausgezeichnet. Er war im Meisterspieljahr mit 18,4 Punkten pro Partie zweitbester Korbschütze der Hochschulmannschaft hinter Michael Dickerson. Insgesamt brachte es Simon in seiner Uni-Zeit auf 1664 Punkte, was einem Durchschnitt von 14,6 je Begegnung entsprach.
Die Mannschaft Orlando Magic sicherte sich beim NBA-Draftverfahren 1998 die Rechte an Simon (zweite Runde, 42. Stelle). Er wurde in der Saison 1998/99 von Verletzungssorgen geplagt (Knie) und bestritt lediglich fünf NBA-Spiele für Orlando (0,4 Punkte/Begegnung). In der Saison 1999/2000 pausierte er, 2000/01 stand Simon zunächst kurzzeitig bei Maccabi Ironi Raanana in Israel unter Vertrag, dann beim Zweitligisten Mabo Prefabbricati Livorno in Italien (32 Spiele: 24,7 Punkte/Spiel). Simon wurde in Italien zunächst als Spieler mit tschechischer Staatsbürgerschaft gemeldet, doch es traten Zweifel an der Gültigkeit seines Ausweispapiers auf. Der Pass wurde als ungültig eingestuft und Simon vom italienischen Verband gesperrt.
In der Saison 2001/02 stand Simon bei den Dakota Wizards in der US-Liga Continental Basketball Association (CBA) unter Vertrag, gewann mit der Mannschaft den Meistertitel und wurde als bester Spieler der CBA-Saison ausgezeichnet. Anschließend spielte er in derselben Saison noch kurzzeitig für Metis Varese in der italienischen Serie A, kam verletzungsbedingt aber nur zu drei Einsätzen. 2002/03 stand er wieder im Aufgebot der Dakota Wizards, in der Sommersaison 2003 spielte Simon für die Guaros de Lara in Venezuela.
Für den türkischen Erstligisten Tuborg Izmir bestritt er im Spieljahr 2003/04 sechs Ligaeinsätze. Der letzte Halt seiner Spielerlaufbahn wurde der italienische Erstligist Bipop Carire Reggio Emilia, für den er 2004/05 in vier SerieA-Spielen auf dem Feld stand.

## Trainerkarriere und andere Tätigkeiten (Seit 2005)
Ende Juli 2005 wurde Simon Mitglied des Stabes der University of Arizona und trat dort eine Stelle als Co-Trainer an. Mit dem Rücktritt von Cheftrainer Lute Olson im Oktober 2008 endete auch Simons Amtszeit an der Hochschule, er wurde in der Folge für den Fernsehsender ESPN tätig und als Kommentator bei NCAA-Spielen eingesetzt. Er war weiterhin auch als Trainer tätig und arbeitete für Nachwuchsmannschaften in Kalifornien, für Basketballschulen sowie im Einzeltraining mit Spielern wie Chris Bosh und Klay Thompson. Simon wurde ebenfalls für den US-Basketballverband tätig, war 2015 Assistenztrainer der U16-Nationalmannschaft, die Amerikameister wurde, und 2016 der U17-Auswahl, die die Weltmeisterschaft gewann. 2017 betreute er als hauptverantwortlicher Trainer die US-Juniorenmannschaft, die beim Nike Hoop Summit eine Weltauswahl bezwang.
Ende Juni 2017 wurde Simon Assistenztrainer bei den Los Angeles Lakers in der NBA. Im September 2021 wurde er zum Cheftrainer der South Bay Lakers (NBA G-League) ernannt, die den Los Angeles Lakers zugeordnet sind.
2023 wechselte Simon als Assistenztrainer zur NBA-Mannschaft Phoenix Suns.

## Ehrungen und Erfolge
Als Spieler
- CBA-Meister (2002)
- CBA Finals MVP (2002)
- CBA Most Valuable Player (2002)
- All-CBA First Team (2002)
- CBA Newcomer of the Year (2002)
- NCAA-Meister (1997)
- NCAA Final Four Most Outstanding Player (1997)
- NCAA Men’s Basketball All-Americans Consensus first-team (1998)
- All-Pac-10 First-team (1998)
- Die Trikot-Nr. 34 wurde von den Arizona Wildcats zurückgezogen

Als Assistenztrainer
- NBA-Meister (2020)